# Olav Hindahl
Olav Hindahl (1892-1963) fut ministre de l'agriculture entre 1939 et 1945 en Norvège, puis ministre de la Justice entre 1942 et 1945.